# Christus als de lijdende verlosser
Christus als de lijdende verlosser (Deens: Kristus som den lidende frelser) is een schilderij van Andrea Mantegna uit het eind van de vijftiende eeuw. Het werk maakt deel uit van de collectie van het Statens Museum for Kunst in Kopenhagen.

## Geschiedenis
De datering van het schilderij, dat buitengewoon goed bewaard is gebleven, is niet eenduidig. Soms wordt op basis van gelijkenissen met de Madonna van de steengroeve uitgegaan van Mantegna's verblijf in Rome (1488-1490), maar ook het daarop volgende decenium (1490-1500) wordt gebruikt. 
Uit een inventaris uit 1627 blijkt dat het schilderij toen in het bezit van het Huis Gonzaga was. Tot 1763 maakte het deel uit van de collectie van kardinaal Silvio Valenti Gonzaga. Op 18 mei 1763 lieten de erven van Gonzaga  zijn collectie veilen in Amsterdam. Daar kocht de kunsthandelaar Gerhard Morell het voor de Deense koning Frederik V.

## Voorstelling
Christus is afgebeeld als Man van Smarten zittend op een geopende porfieren sarcofaag waarop rechtsonder Mantegna's handtekening  (ANDREAS MANTINIA) is gegraveerd. Links op de grond is het deksel zichtbaar. Twee engelen ondersteunen hem, geknield op de rand van de sarcofaag, een cherubijn aan de rechterkant in het blauw gekleed en in het rood aan de linkerkant een serafijn.
Christus heeft een ontbloot bovenlijf en toont zijn vijf wonden, aan de zijkant, aan de open handpalmen en aan de voeten. Een bijzonder fraai geschilderde lijkwade bedekt de rest van zijn lichaam. Het ene uiteinde van de stof wordt vastgehouden door de engel aan de rechterkant.
Aan weerszijden van het tafereel op de voorgrond is een gedetailleerd weergegeven landschap zichtbaar. Links zijn twee vrouwen te zien die op een pad lopen tussen velden met herders en hun kudden. Het pad leidt in de verte naar Jeruzalem aan de voet van de berg Zion. De opkomende zon verlicht het landschap. Aan de rechterkant schilderde Mantegna de Golgotha met zijn drie lege kruisen en een groeve waar steenhouwers aan het werken zijn voor de ingang van een grot. In het evangelie volgens Lucas staat beschreven hoe enkele vrouwen in de vroege morgen naar het graf van Jezus gingen en het leeg aantroffen. Mantegna verbindt zo het bijbelverhaal met de devotie-afbeelding op de voorgrond.
Mantegna had grote bewondering voor de antieke oudheid. Op Christus als de lijdende verlosser wordt dat vooral zichtbaar in de sierlijke porfieren sarcofaag met voluten en rozetten. In tegenstelling tot veel tijdgenoten die al gebruik maakten van olieverf, werkte Mantegna nog steeds met tempera waarmee hij niettemin prachtige resultaten wist te bereiken.

## Afbeelding

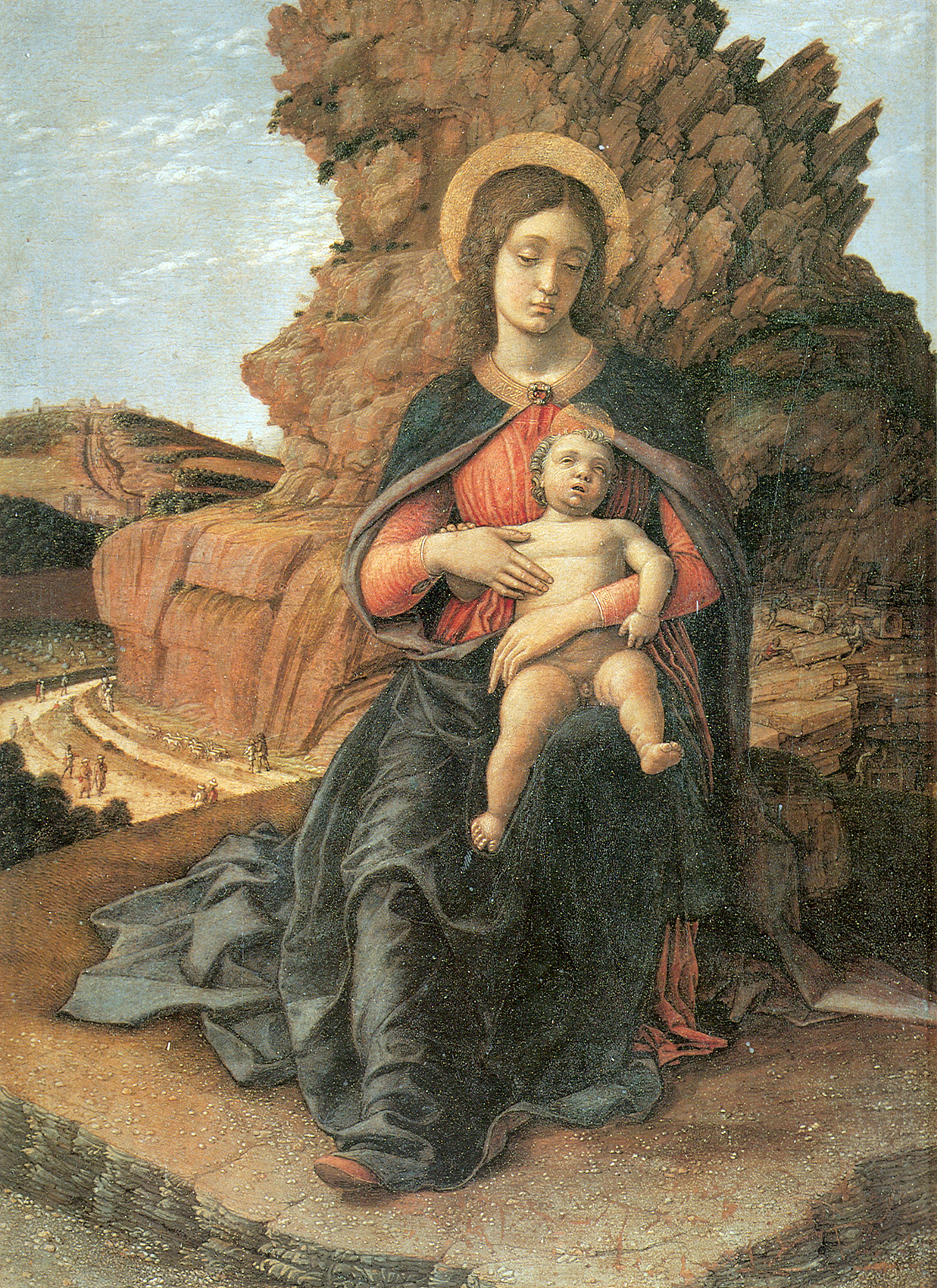
Madonna van de steengroeve (1488-1490)